# Get

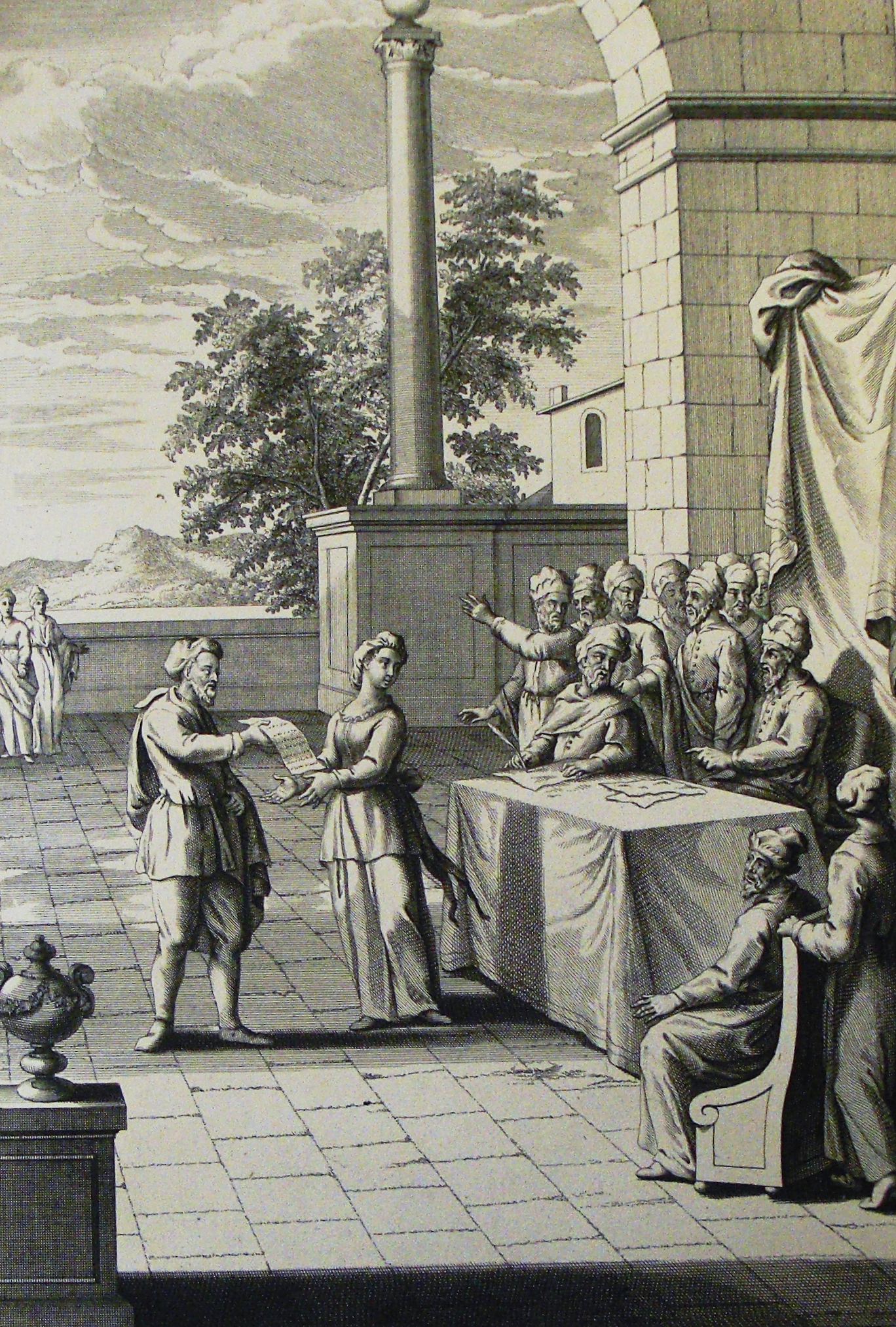
Procedura rozwodowa przed sądem rabinackim

Get (hebr. i aram. גט, dokument) – w judaizmie list rozwodowy, niezbędny do zakończenia i rozwiązania małżeństwa. Podstawą biblijną jego wystawienia jest Księga Powtórzonego Prawa, rozdział 24, wersety 1–4. 
Get wystawiany jest przed sądem rabinackim złożonym z 3 rabinów. Wypisuje go zazwyczaj tzw. sofer, czyli pisarz. Podpisuje go dwoje świadków. Obecność żony przy wystawianiu dokumentu nie jest wymagana. Get spisany musi być na pergaminie lub papierze, w języku aramejskim, literami hebrajskimi (takimi samymi jak przy zapisywaniu rodału), przy użyciu gęsiego pióra i czarnego atramentu.
Musi on zawierać 12 wersetów, pod którymi świadkowie składają swój podpis. List rozwodowy przechowywany jest następnie przez rabina nadzorującego rozwód, ostatecznie zostaje zniszczony, by nie można było go ponownie użyć. Rozwódka otrzymuje tzw. petor (uwolnienie), będący zaświadczeniem tego, że jest osobą rozwiedzioną. 
Ponieważ w judaizmie małżeństwa mają wyłącznie charakter wyznaniowy (nie funkcjonuje instytucja ślubu cywilnego), kwestia rozwodu należy do wyłącznej kompetencji wspólnot religijnych.